# Mozavaptan
Il mozavaptan è un farmaco antipertensivo che agisce come antagonista del recettore della vasopressina. Nel 2006 ne è stato approvato l'uso medico in Giappone per il trattamento dell'iponatriemia causata dalla sindrome da inappropriata secrezione di ADH, in particolare in pazienti con neoplasie del surrene.